# Kenneth Faried
Kenneth Bernard Faried Lewis (Newark, Nueva Jersey, 18 de noviembre de 1989) es un jugador de baloncesto estadounidense que pertenece a la plantilla del Pallacanestro Reggiana de la Lega Basket Serie A. Con 2,03 metros de estatura, juega en la posición de ala-pívot.

## Trayectoria deportiva

### Universidad
Jugó durante cuatro temporadas con los Eagles de la Universidad Estatal de Morehead, en las que promedió 14,8 puntos, 12,3 rebotes y 1,8 tapones por partido. En su última temporada lideró la nación en dobles-dobles, consiguiendo 27, empatando con Ralph Sampson en la segunda posición del ranking de todos los tiempos en este aspecto a lo largo de una carrera con 84. Sobrepasó a Tim Duncan como máximo reboteador de la era moderna de la NCAA (a partir de 1973), al superar los 1.570 que tenía el jugador de Islas Vírgenes.
Fue elegido en sus tres últimas temporadas en el mejor quinteto de la Ohio Valley Conference y como mejor jugador defensivo de la conferencia, y en 2010 y 2011 fue además Jugador del Año. Fue además elegido en 2011 como Mejor defensor de la NCAA por la Asociación de Entrenadores, e incluido en el tercer quinteto All-American para Associated Press y en el segundo consensuado.

#### Estadísticas
| Año     | Equipo         | PJ  | PT  | MPP  | %TC  | %3P  | %TL  | RPP  | APP | ROB | TPP | PPP  |
| ------- | -------------- | --- | --- | ---- | ---- | ---- | ---- | ---- | --- | --- | --- | ---- |
| 2007–08 | Morehead State | 30  | 20  | 20.2 | .516 | .000 | .580 | 8.0  | .3  | 1.2 | .8  | 10.5 |
| 2008–09 | Morehead State | 36  | 36  | 30.1 | .556 | .400 | .577 | 13.0 | 1.4 | 1.9 | 1.9 | 13.9 |
| 2009–10 | Morehead State | 35  | 32  | 30.3 | .564 | .250 | .595 | 13.0 | .5  | 1.6 | 1.9 | 16.9 |
| 2010–11 | Morehead State | 35  | 34  | 34.7 | .623 | –    | .577 | 14.5 | 1.1 | 1.9 | 2.3 | 17.3 |
| Total   | Total          | 136 | 122 | 29.1 | .569 | .250 | .583 | 12.3 | .9  | 1.7 | 1.8 | 14.8 |

### Profesional

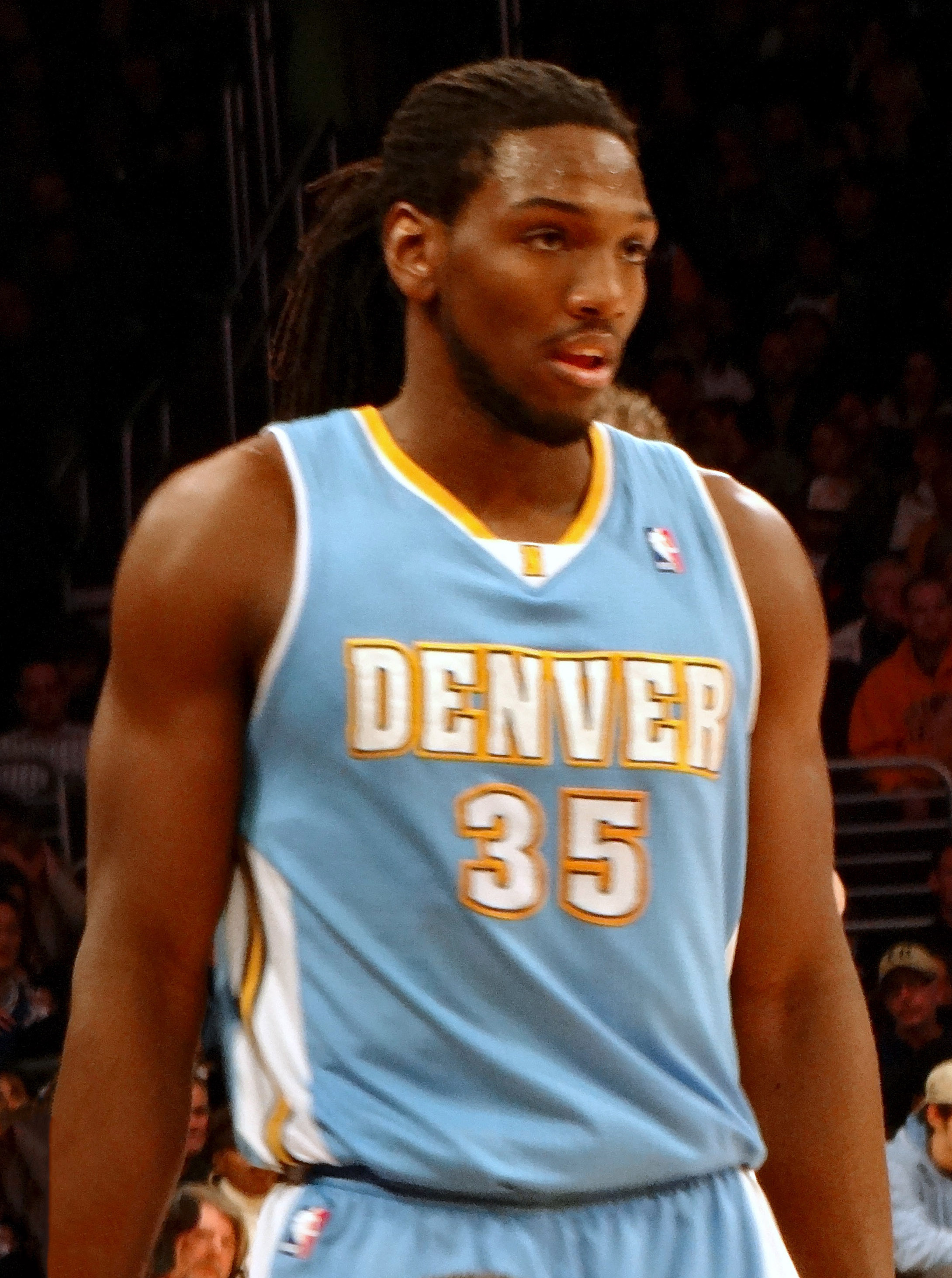
Faried con Denver en 2013.

Fue elegido en la vigésimo segunda posición del Draft de la NBA de 2011 por Denver Nuggets. En su debut en la liga, el 28 de diciembre ante Utah Jazz, consiguió 4 rebotes sin anotar ningún punto en 9 minutos de juego. Faried tuvo poco tiempo de juego en su primera temporada jugando detrás de Nenê. Después de múltiples lesiones de los Nuggets, incluyendo a Nenê, sus minutos incrementaron más tarde en la temporada. El estilo de juego de Faried impresionó al cuerpo técnico de los Nuggets, y el 15 de marzo de 2012, Nenê fue traspasado a los Washington Wizards. Faried ha sido el ala-pívot titular de los Nuggets desde ese entonces.
En su primer partido después del traspaso de Nenê, Faried logró 18 puntos y un récord personal de 16 rebotes. Superó ambas marcas el 9 de abril de 2012, cuando registró 27 y 17, ambas marcas personales. Su estilo físico de juego le hizo ganar el apodo de "Manimal". Terminó tercero en la votación del Rookie del Año de la NBA para la temporada 2011-12 de la NBA.
El 13 de julio de 2018 fue traspasado, junto con Darrell Arthur, una primera ronda del draft protegida de 2019 y una segunda ronda de 2020 a los Brooklyn Nets a cambio de Isaiah Whitehead. Tras 12 encuentros con los Nets, el 19 de enero de 2019, fue cortado.
Dos días más tarde, el 21 de enero, firmó con Houston Rockets, con los que disputó 25 encuentros hasta final de temporada.
Tras no encontrar equipo en la NBA, el 6 de noviembre de 2019, Faried firmó con los Zhejiang Lions de la CBA china. Pero tras 7 partidos, el 4 de diciembre, decidió volver a Estados Unidos rompiendo su contrato con los Lions.
En octubre de 2021 firma con los Leones de Ponce de la BSN de Puerto Rico. Ocho días y tres partidos disputados después, ejecutó la cláusula de salida que tenía con el club para fichar por el equipo ruso del CSKA Moscú de la VTB United League. Desvinculándose del equipo el 17 de diciembre.
El 29 de diciembre de 2021, firma con Grand Rapids Gold de la NBA G League. Fue cortado el 15 de marzo de 2022.
El 23 de septiembre de 2022, firma con Soles de Mexicali de la Liga Nacional de Baloncesto Profesional de México. Pero el 15 de octubre firma por los Guaiqueríes de Margarita de la liga venezolana.
El 12 de noviembre de 2022, firma con los Austin Spurs, filial de San Antonio en la NBA G-League donde apareció en 11 partidos de la Showcase Cup. El 28 de diciembre de 2022 se une a los Capitanes de Ciudad de México de la misma NBA G-League para participar en la temporada regular.
El 2 de septiembre de 2024, regresa con Soles de Mexicali de la Liga Nacional de Baloncesto Profesional de México.
El 28 de noviembre de 2024 fichó por el Pallacanestro Reggiana de la Lega Basket Serie A italiana.

### Selección nacional
Formó parte de la selección de Estados Unidos que se llevó el Oro en el Mundial de España 2014.

## Estadísticas de su carrera en la NBA

### Temporada regular
| Año     | Equipo   | PJ  | PT  | MPP  | %TC  | %3P  | %TL  | RPP | APP | ROB | TPP | PPP  |
| ------- | -------- | --- | --- | ---- | ---- | ---- | ---- | --- | --- | --- | --- | ---- |
| 2011-12 | Denver   | 46  | 39  | 22.5 | .586 | .000 | .665 | 7.7 | .8  | .7  | 1.0 | 10.2 |
| 2012-13 | Denver   | 80  | 80  | 28.1 | .552 | .000 | .613 | 9.2 | 1.0 | 1.0 | 1.0 | 11.5 |
| 2013-14 | Denver   | 80  | 77  | 27.2 | .545 | .000 | .650 | 8.6 | 1.2 | .9  | .9  | 13.7 |
| 2014-15 | Denver   | 75  | 71  | 27.8 | .507 | .125 | .691 | 8.9 | 1.2 | .8  | .8  | 12.6 |
| 2015-16 | Denver   | 67  | 64  | 25.3 | .558 | .500 | .613 | 8.7 | 1.2 | .5  | .9  | 12.5 |
| 2016-17 | Denver   | 61  | 34  | 21.2 | .549 | .000 | .693 | 7.5 | .9  | .7  | .7  | 9.6  |
| 2017-18 | Denver   | 32  | 7   | 14.4 | .514 | .000 | .706 | 4.8 | .6  | .4  | .4  | 5.9  |
| 2018-19 | Brooklyn | 12  | 0   | 9.8  | .595 | .200 | .649 | 3.7 | .2  | .2  | .3  | 5.1  |
| 2018-19 | Houston  | 25  | 13  | 24.4 | .587 | .350 | .651 | 8.2 | .7  | .6  | .8  | 12.9 |
| Total   | Total    | 478 | 385 | 24.5 | .546 | .222 | .654 | 8.1 | 1.0 | .7  | .8  | 11.4 |

### Playoffs
| Año   | Equipo  | PJ | PT | MPP  | %TC  | %3P   | %TL  | RPP  | APP | ROB | TPP | PPP  |
| ----- | ------- | -- | -- | ---- | ---- | ----- | ---- | ---- | --- | --- | --- | ---- |
| 2012  | Denver  | 7  | 7  | 27.4 | .533 | .000  | .750 | 10.0 | .6  | .7  | 1.1 | 10.4 |
| 2013  | Denver  | 5  | 4  | 29.0 | .625 | .000  | .733 | 8.4  | .2  | 1.0 | .2  | 10.2 |
| 2019  | Houston | 6  | 0  | 9.3  | .692 | 1.000 | .833 | 3.5  | .3  | .3  | .0  | 4.0  |
| Total | Total   | 18 | 11 | 21.8 | .581 | 1.000 | .758 | 7.4  | .4  | .7  | .5  | 8.2  |

## Vida personal
Su madre, Waudda Faried, sufre las enfermedades de lupus y diabetes y ha sido trasplantada de riñón. Su padre se llama Kenneth Lewis.
Kenneth es de religión musulmana y se casó con su esposa mediante Unión civil en 2007. 
En 2013, apoyó públicamente el matrimonio homosexual y se considera un defensor de los derechos LGTB. De hecho, su madre está casada con una mujer.